# Caledoniophasma
Caledoniophasma is een geslacht van Phasmatodea uit de familie Phasmatidae. De wetenschappelijke naam van dit geslacht is voor het eerst geldig gepubliceerd in 2001 door Zompro.

## Soorten
Het geslacht Caledoniophasma is monotypisch en omvat slechts de volgende soort:
- Caledoniophasma marshallae Zompro, 2001